# Montmélian

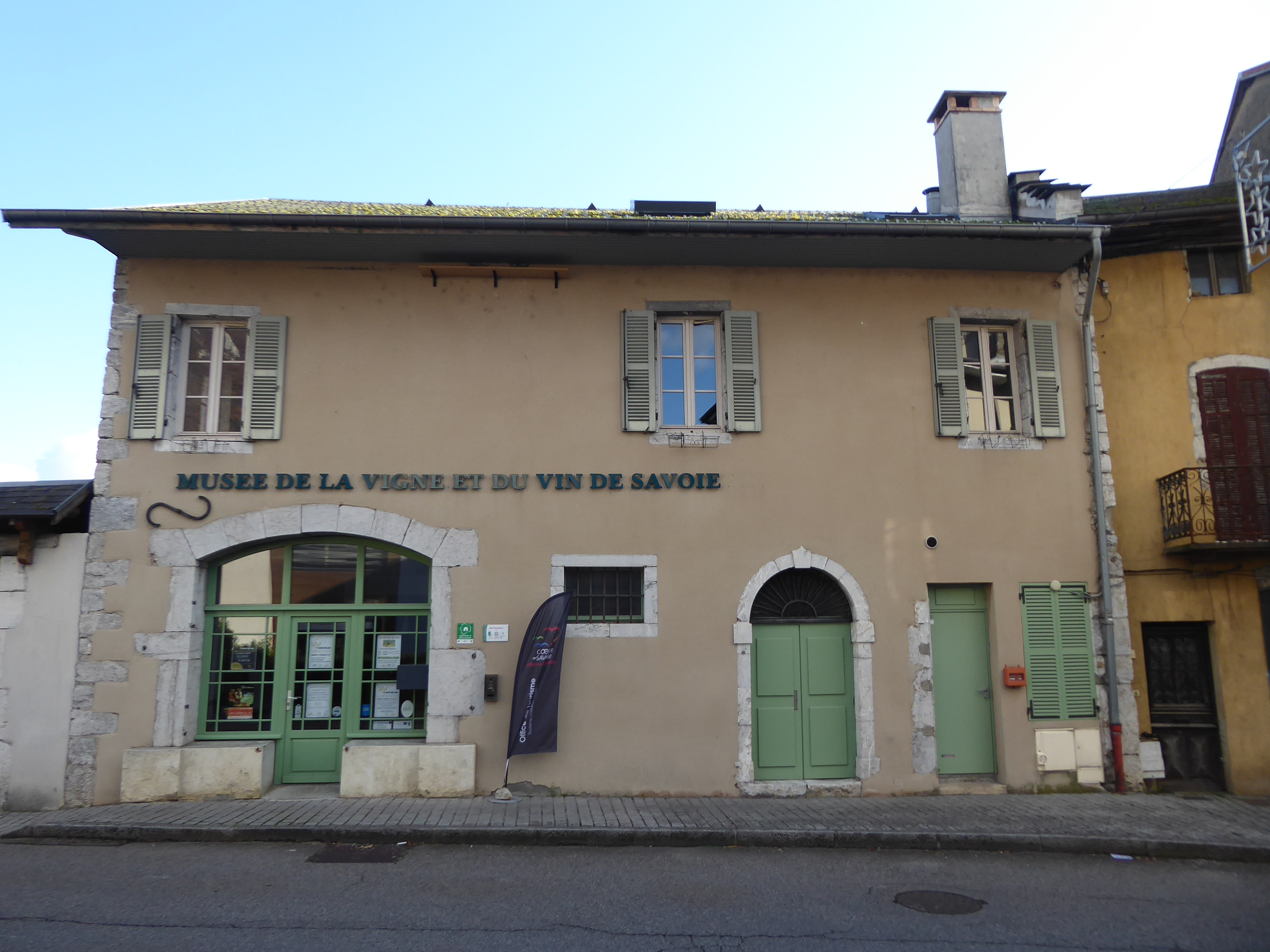
Weinbaumuseum

Montmélian ist eine französische Gemeinde mit 4041 Einwohnern (Stand: 1. Januar 2022) im Département Savoie in der Region Auvergne-Rhône-Alpes. Sie gehört zum Kanton Montmélian im Arrondissement Chambéry. Die Einwohner werden Montmélianais genannt.

## Geografie

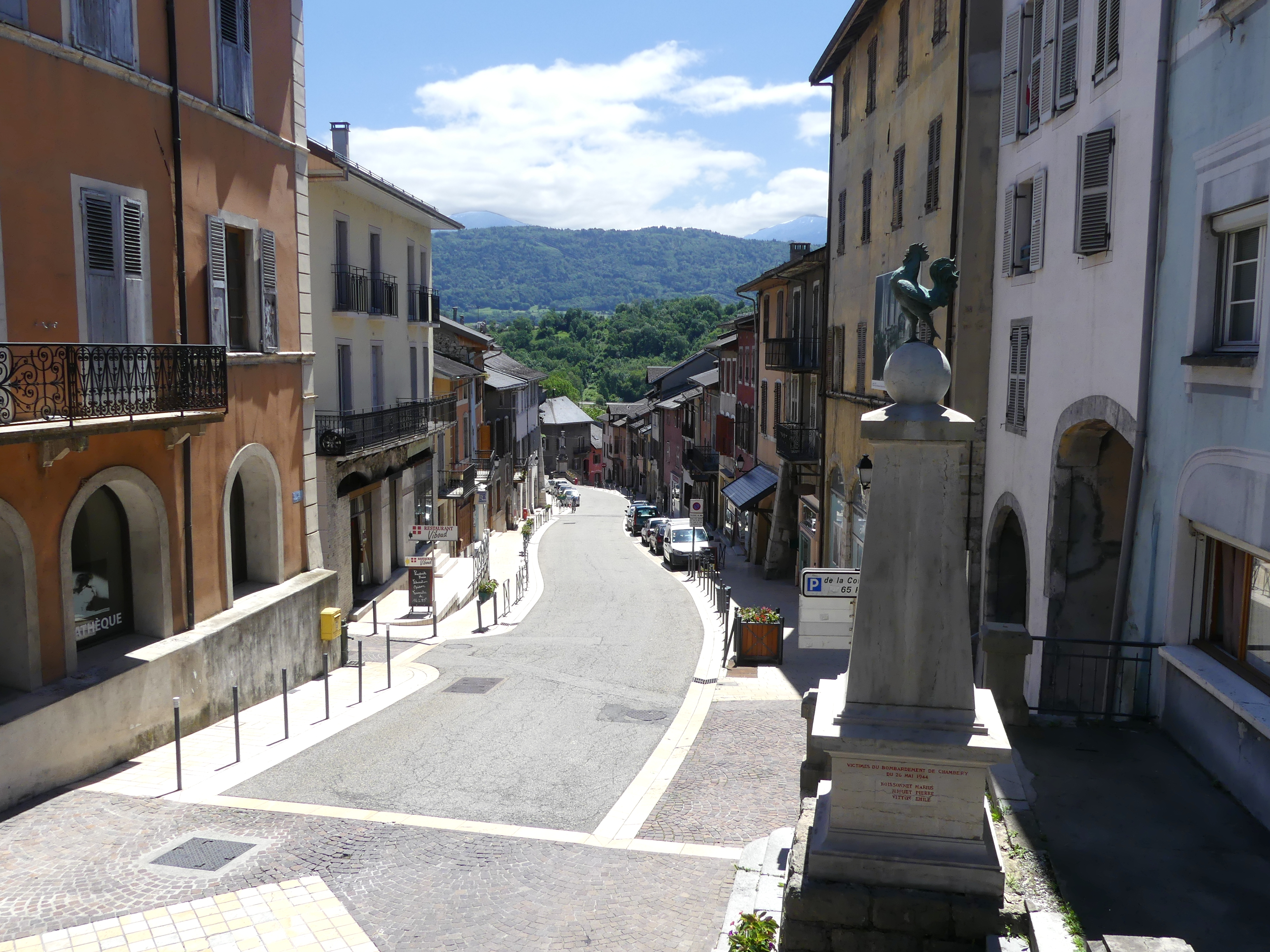
Die Grand Rue (Rue centrale) wurde 1952 zur Rue François Dumas und ist heute die Rue Docteur Veyrat, im Vordergrund das Monument aux Morts

Montmélian liegt in der Combe de Savoie im Grésivaudan-Tal am rechten Ufer der Isère etwa zehn Kilometer südöstlich von Chambéry. Umgeben wird Montmélian von den Nachbargemeinden La Thuile im Norden, Cruet im Nordosten, Arbin im Osten, La Chavanne im Südosten, Sainte-Hélène-du-Lac im Süden sowie Porte-de-Savoie im Westen.
Die Gemeinde liegt innerhalb des Regionalen Naturparks Massif des Bauges.
Durch die Gemeinde führen die früheren Route nationale 6 und 523.
Montmélian liegt im Weinbaugebiet Savoyen. Als Weißweine werden der Roussette de Savoie und der Weiß-, Rosé- und Rotwein Vin de Savoie.

## Geschichte
Für die Herzöge von Savoyen war die Ortschaft Montmélian mit der Burganlage Miolans von erheblicher strategischer Bedeutung. Ende des 12. Jahrhunderts residierte die Familie in Montmélian. Die Zitadelle war im 15. Jahrhundert europaweit bekannt.
1600 kam es hier zur Schlacht von Montmélian zwischen dem Herzogtum Savoyen und dem Königreich Frankreich. 1860 kam Savoyen und damit auch Montmélian zu Frankreich.
Um den Eisenbahnbau voranzutreiben, wurde im 19. Jahrhundert die Brücke Pont des Anglais errichtet. 1840 entstand auch die Fontaine Pillet Will, ein Brunnen mit Monumenalsäule. Die Grand Rue, auch als Rue centrale bekannt, war damals noch autofrei. Die Menschen und ihre Lasttiere bevölkerten sie am Tag. Gesprochen wurde der lokale Patois, Französisch und Italienisch. Manchmal gab es Rempeleien, wie ein im Archiv dokumentierter Vorfall am Fuß des Brunnens vom 27. Oktober 1856 beweist, meist verlief das Zusammenleben jedoch friedlich. Das Idyll am Brunnen verewigte Jacques Carabain. Ein ihm zugeschriebenes undatiertes Gemälde zeigt zwei junge Dienstmägde beim Wasserholen.
Ende des 19. Jahrhunderts wurde in einer ehemaligen Kaserne ein Auffangzentrum eingerichtet, in dem am Grenzübergang Modane ohne Arbeitsvertrag eingereiste Italiener untergebracht wurden. Wer Glück hatte, wurde von einem Anwerber eingestellt und konnte weiterreisen. Als sich Frankreich im Zweiten Weltkrieg unter deutscher Besatzung befand, ließ das mit den Nazis kollaborierende Vichy-Regime in der Kaserne Montfort ein Internierungslager für Spanienflüchtlinge der Retirada und „ausländische Juden“ einrichten. Ab Montmélian deportiert wurden Elsa Balsam, geborene Klein (28 Jahre alt), Martha Bodenheimer (32), Frédérique Frank, geborene Rottenheimer (52), Anna Krell, geborene Kapustin (35), Martha Rothschild (43), Erna Schneemann (35) und Tilly Wurmser (51). Sie wurden am 9. September 1942 über das Sammellager Drancy deportiert und starben in den Konzentrations- und Vernichtungslagern. Jeanne Lévy (21) und Else Schmeiter, geborene Korn (34), überlebten.
Am 24. April 1944 durchsuchten deutsche Soldaten und die Milice française Montmélian nach Widerstandskämpfern. Michel Charvier und Alessandro Munoz wurden deportiert. Auch Louis Cartier-Moulin wurde gefasst und ins KZ Neuengamme gebracht, er überlebte und kehrte zurück. Weitere Deportierte waren Eugène Berthier († 20. April 1945, Mauthausen), Renée Berthier (Ravensbrück, überlebt), Jean-Paul Bataillard († 25. März 1945, Mauthausen), Michel Charvier († Mai 1945, Wabbedin) und Marc Bartoli (erschossen). Montmélian wurde am 25. August 1944 von der Résistance und US-Truppen befreit. Der PCF, die Femmes de France, CGT und CFTC bildeten das Comité de libération cantonal. Drei Personen aus Montmélian wurden für die Rettung von Juden als Gerechte unter den Völkern ausgezeichnet, nämlich Antoine Besson (1882–1971, Verleihung des Titels 2007) und Pierre Cugnet (1902–1965) und seine Frau Estelle Cugnet (1895–1964, Verleihung beide 2013).

## Bevölkerungsentwicklung
| Jahr                       | 1962 | 1968 | 1975 | 1982 | 1990 | 1999 | 2006 | 2018 |
| -------------------------- | ---- | ---- | ---- | ---- | ---- | ---- | ---- | ---- |
| Einwohner                  | 1583 | 2517 | 3585 | 4016 | 3930 | 3926 | 3933 | 4101 |
| Quellen: Cassini und INSEE |      |      |      |      |      |      |      |      |

## Sehenswürdigkeiten

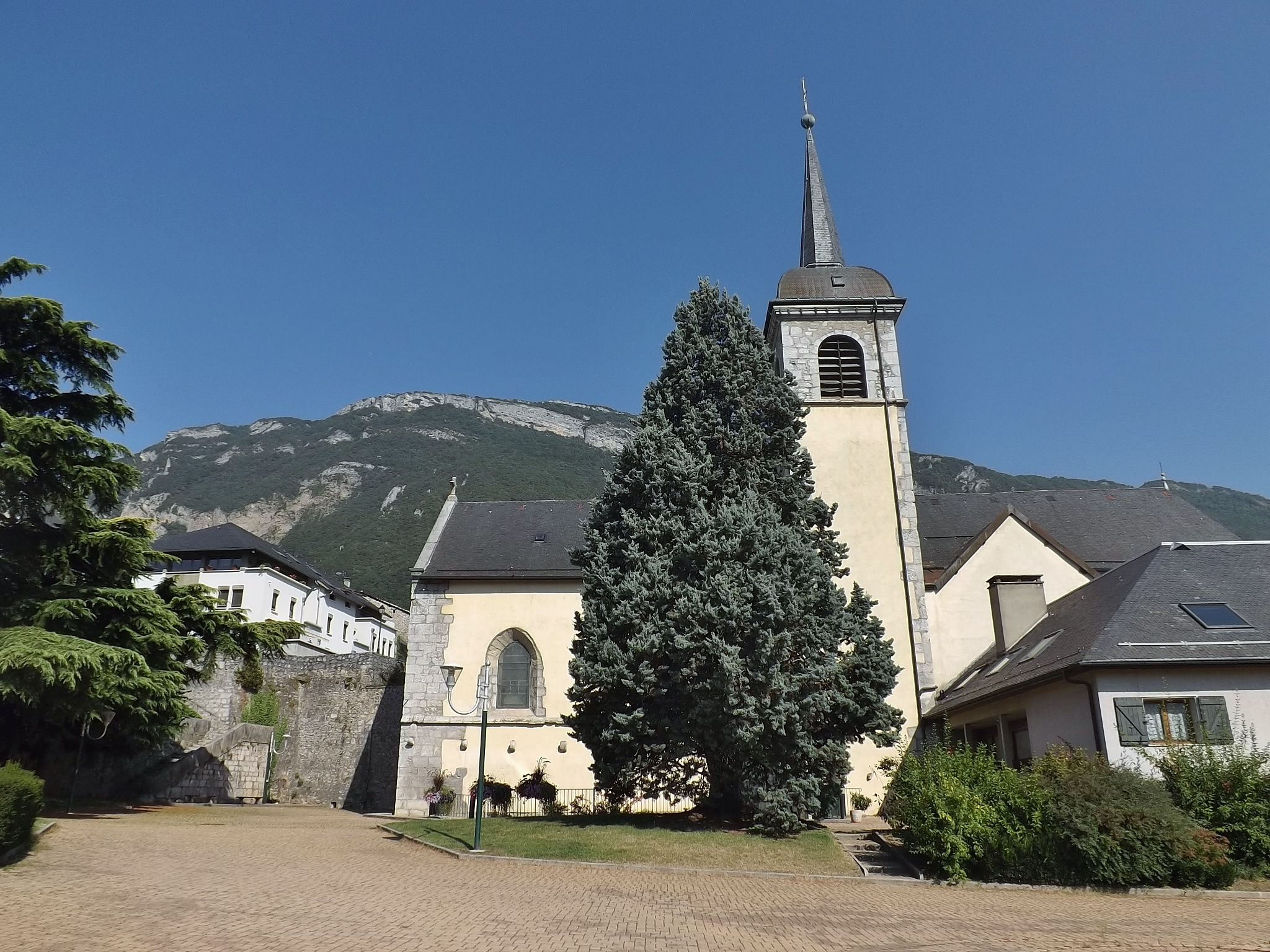
Kirche von Montmélian

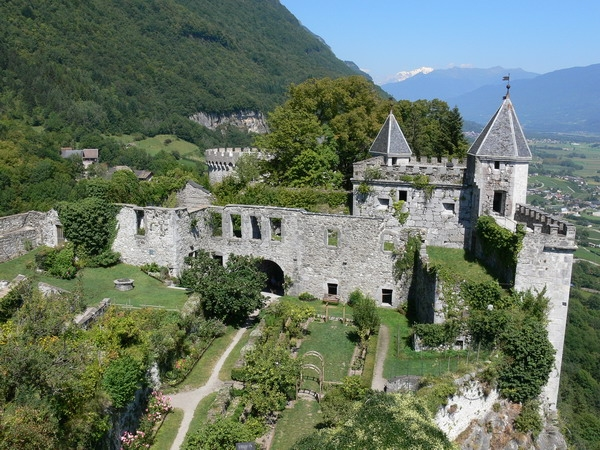
Burg Miolans

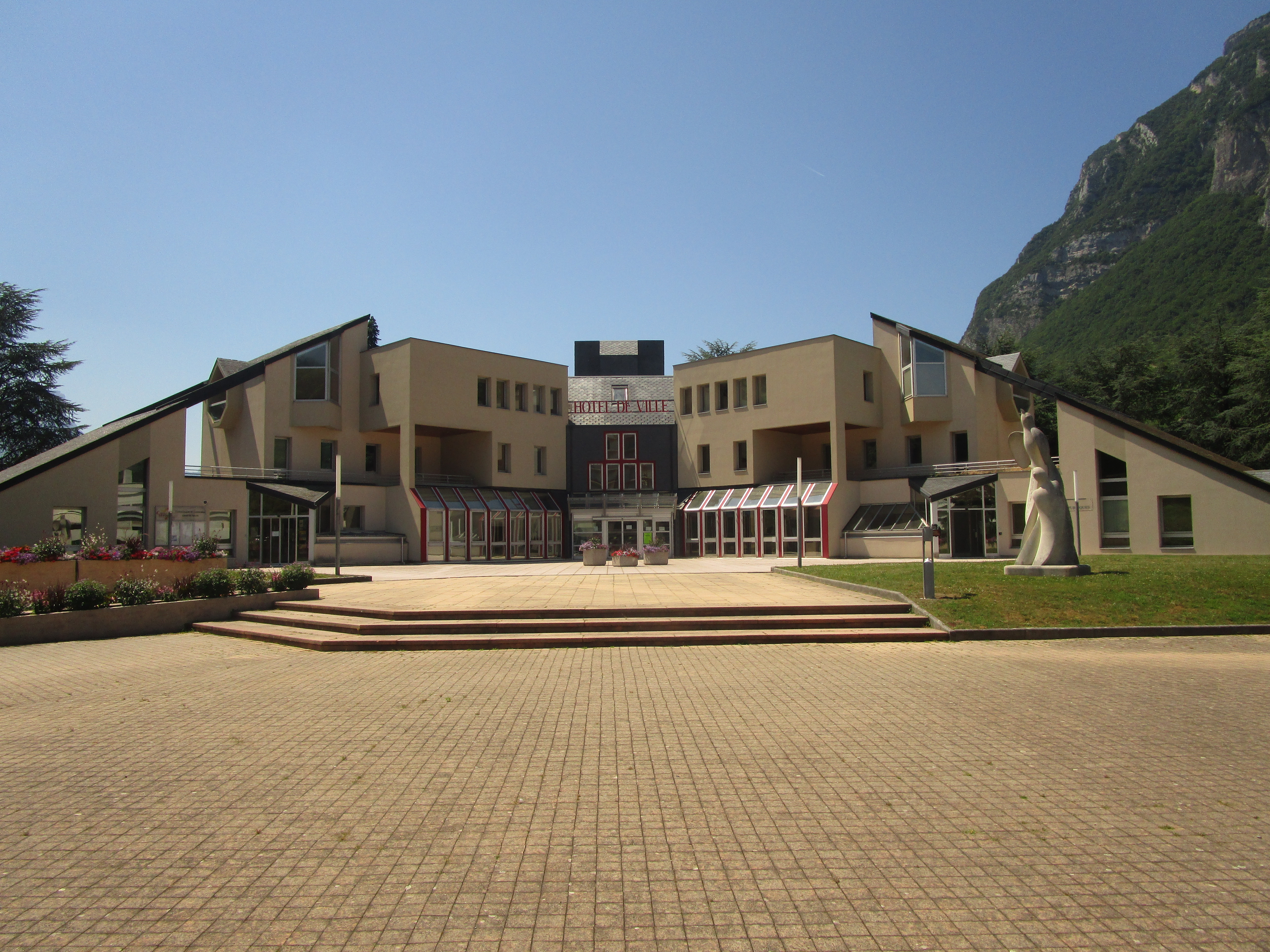
Rathaus (Hôtel de ville)

- Weinbaumuseum Musée de la vigne et du vin de Savoie[5]
- Museum des lokalen Geschichtsvereins
- Brücke Morens über die Isère, erbaut im 17. Jahrhundert von 1669 bis 1684, umgebaut im 19. Jahrhundert, seit 1985 Monument historique
- Kirche von Montmélian, im 14. Jahrhundert errichtet, im 18. und 19. Jahrhundert erneuert
- Kapuzinerkonvent von 1594
- Burganlage Miolans aus dem 11. Jahrhundert, 1706 durch Ludwig XIV. geschleift, seit 1944 Monument historique
- Burg Pérouse aus dem 13. Jahrhundert, 1306 wird der Herr von Pérouse erstmals erwähnt, Anfang des 20. Jahrhunderts durch Mauereinsturz zerstört
- Rathaus, seit 1949 Monument historique

## Gemeindepartnerschaft
Mit der deutschen Gemeinde Höchst im Odenwald in Hessen besteht seit 1966 eine Partnerschaft.

## Persönlichkeiten
- Amadeus IV. von Savoyen (1197–1253), Graf von Maurienne und Savoyen
- Thomas II. von Savoyen (1199–1259), Graf von Flandern und des Hennegaus, Graf von Savoyen
- Michel Frédéric Pillet-Will (1781–1860), Bankdirektor, Wohltäter der Stadt
- Jean Fleury-Lacoste (1803–1871), Bürgermeister, Winzer, Buchautor über den Weinbau
- François Dumas (1884–1952), Politiker, Fluchthelfer
- Jean Minjoz (1904–1987), Politiker, Staatssekretär (1946/47, 1956/57)